# Ace (текстовый редактор)
Ace (англ. Ajax.org Cloud9 Editor) — онлайн-редактор исходного кода с подсветкой синтаксиса, темами, и горячими клавишами, написанный на Javascript, распространяющийся по лицензиям BSD и легко встраиваемый в любую веб-страницу. Ace разработан в качестве основного редактора Cloud9 IDE является продолжением проекта Mozilla Skywriter (Bespin).

## История
Ранее известный как Bespin, позже как Skywriter, сейчас Ace. Bespin и Ace появились как два независимых проекта, целью создания которых было появление бескомпромиссного редактора кода, который можно было бы легко встроить на веб-страницу. Bespin разрабатывался в Mozilla Labs и базировался на теге <canvas>, в то время как Ace, компонент редактирования текста IDE Cloud9 использовал DOM для рендеринга. После показа Ace на JSConf.eu в 2010 году в Берлине команда Skywriter решила объединить Ace с упрощенной версией плагинной системы Skywriter’а, и некоторых его расширяющих возможностей. Все эти изменения были объединены в Ace и сейчас он заменяет собой Skywriter. Ajax.org и Mozilla вместе активно разрабатывают Ace.

## Возможности
- Подсветка синтаксиса
- Автоотступы
- Опциональная командная строка
- Работа с большими документами (не более 4 000 000 строк по состоянию на конец 2013 года)
- Автодополнение кода
- Полностью настраиваемые «горячие клавиши» включая режимы Vi и Emacs
- Темы (могут быть импортированы темы TextMate)
- Поиск и замена с использованием регулярных выражений
- Выделение соответствующих скобок
- Отображения скрытых символов
- Подсветка выделенного слова[8].

## Проекты, использующие Ace
- Cloud9
- Cloud Commander[9][10]
- GitHub[11][12]
- Sky Edit
- WaveMaker
- RStudio
- Play My Code
- Qooxdoo playground
- T-BMSTU
- Radiant CMS[англ.]
- Developer Companion
- Mozilla Add-on Builder
- PythonAnywhere
- shiftEdit
- Akshell
- beanstalk
- Neutron IDE
- Acebug
- Weecod
- AppLaud Cloud
- RubyMonk
- tmpltr
- CMS Made Simple
- GoinCloud
- Koding
- WorshipLeaderApp